# The Crowded Hour
The Crowded Hour è un film muto del 1925 diretto da E. Mason Hopper. La sceneggiatura di John Russell si basa sull'omonimo lavoro teatrale di Channing Pollock ed Edgar Selwyn andato in scena in prima a Broadway al Selwyn Theatre il 22 novembre 1918.

## Trama
Durante una serata teatrale per dilettanti, una delle attrici, Peggy Laurence, viene notata da Billy Laidlaw che, convinto del talento della ragazza, la fa debuttare a Broadway. I due, anche se Billy è già sposato, si innamorano. Scoppia la guerra. Billy sembra indifferente al conflitto ma, quando giunge la notizia della morte di suo fratello, si arruola anche lui e parte per la Francia. Peggy non vuole essere da meno e parte come volontaria per la Croce Rossa. Parte anche Grace, la moglie di Billy, che lavora per l'YMCA. Incaricato di una pericolosa missione, Billy parte ma, in ritardo, giunge l'ordine di richiamarlo indietro. Le linee telefoniche sono interrotte e Peggy, il cui lavoro a casa era quello di centralinista, si offre per la missione. Presto si trova a decidere se salvare la vita dell'uomo amato o quella di un intero battaglione. La giovane, con il cuore a pezzi, fa la scelta di sacrificarlo. Peggy resta seriamente ferita, perdendo temporaneamente la vista. Curata da Grace, che lei comincia ad apprezzare e rispettare, ben presto guarisce.  Inaspettatamente, Billy ritorna incolume: Peggy, allora, lo rimanda dalla moglie, rinunciando alla sua felicità, per riunire quella coppia di sposi che ha imparato ad amare.

## Produzione
Il film fu prodotto dalla Famous Players-Lasky Corporation.

## Distribuzione
Il copyright del film, richiesto dalla Famous Players-Lasky Corp., fu registrato il 23 aprile 1925 con il numero LP21389.

Distribuito dalla Paramount Pictures e presentato da Adolph Zukor e Jesse L. Lasky, il film uscì nelle sale statunitensi il 20 aprile 1925
Non si conoscono copie ancora esistenti della pellicola che viene considerata presumibilmente perduta.